# Phoenix Rising Football Club
Il Phoenix Rising Football Club è una società calcistica professionistica statunitense con sede nella città di Phoenix, in Arizona, che disputa le proprie partite interne presso il Phoenix Rising Soccer Stadium, impianto da 10.000 posti situato a Phoenix.
Milita nella USL Championship, la seconda divisione del campionato statunitense.

## Storia
Il 13 marzo 2014, Kyle Eng, proprietario della società pubblicitaria Arrowhead Advertising, fondò la squadra, dandogli il nome di Arizona United Soccer Club. Il club prese il posto del Phoenix FC, formazione scioltasi il giorno precedente, all'interno della USL Professional Division.
È successivamente stato comunicato che l'Arizona United avrebbe giocato le proprie partite casalinghe presso il Peoria Sports Complex. Il 28 marzo 2014, Michael Dellorusso fu nominato nuovo allenatore. L'Arizona United disputò la prima partita della sua storia in data 12 aprile 2014, venendo sconfitto per 4-0 dall'Oklahoma City Energy. La prima vittoria arrivò il 19 aprile, contro il Sacramento Republic: nella stessa occasione, Brandon Swartzendruber ha realizzato la prima rete della storia dell'Arizona United; il successo per 2-1 venne sancito dalla marcatura di Jonathan Top.
Al termine della stagione 2016 la società annunciò che avrebbe cambiato la propria denominazione in Phoenix Rising Football Club.
Nel 2017 il club finì sulla ribalta delle cronache sportive nazionali a seguito dell'ingaggio di giocatori di calibro internazionale come il massimo goleador della storia del Chivas Guadalajara Omar Bravo, l'ex nazionale inglese Shaun Wright-Phillips e soprattutto la leggenda ivoriana del Chelsea Didier Drogba, il quale acquisì anche quote societarie del club. Il giorno del debutto di Drogba, avvenuto il 23 aprile in una gara vinta per 4-3 contro gli Swope Park Rangers, il club fece segnare il proprio record di presenze allo stadio a quota 7.126 spettatori. Sul campo, a seguito di un quinto posto nella Western Conference, la squadra si qualificò per la prima volta nella propria storia per la postseason, nella quale venne però immediatamente eliminata dagli Swope Park Rangers ai calci di rigore. L'11 ottobre 2017 il Phoenix Rising acquisì la proprietà della franchigia di Premier Development League del FC Tucson allo scopo di renderlo il proprio club affiliato.
Nella stagione successiva il club si migliorò, chiudendo la stagione regolare al terzo posto nella propria conference e giungendo fino alla finale dei playoff dopo aver eliminato Portland Timbers 2 (3-0), Swope Park Rangers (4-2) e Orange County (2-0). All'atto finale, però, la squadra dovette cedere il passo al Louisville City, il quale uscì vittorioso per 1-0.
Nel 2019 la squadra totalizzò la cifra record per la USL Championship di 78 punti nella stagione regolare, classificandosi così al primo posto assoluto e di conseguenza conquistando il titolo di regular season, il primo trofeo della propria storia. Nei playoff, tuttavia, dopo aver sconfitto ai rigori l'Austin Bold, il cammino del club si fermò alle semifinali di Conference, dove venne battuto dal Real Monarchs con il risultato di 2-1.
La stagione successiva, a causa della pandemia di COVID-19, le squadre vennero suddivise in gironi in modo tale da limitare gli spostamenti; il Rising chiuse il proprio girone in vetta e, dopo aver battuto per 1-0 il Sacramento Republic e ai rigori il Reno 1868 e l'El Paso Locomotive, arrivò nuovamente fino alla finale playoff (la seconda dopo quella del 2018), la quale venne però cancellata a causa dei numerosi casi di positività al COVID-19 riscontrati tra i giocatori e lo staff tecnico dei rivali per il titolo dei Tampa Bay Rowdies.

## Colori e simboli
I colori primari del club sono rosso ed il nero, mentre il giallo ed il grigio sono considerati colori secondari. Sullo stemma del club compare l'effigie di una fenice, uccello mitologico che dà il nome alla città di Phoenix.

## Strutture

### Stadio
Nel 2014 e nel 2016 il Phoenix Rising ha giocato le proprie partite casalinghe presso il Peoria Sport Complex di Peoria, mentre per la stagione 2015 il club ebbe come impianto casalingo lo Scottsdale Stadium di Scottsdale.
In tempo per l'inizio della stagione 2017 il club completò la costruzione del proprio nuovo stadio, un impianto modulare inizialmente chiamato Phoenix Rising Soccer Complex, nel quale giocò fino alla stagione 2020.
Il 15 marzo 2019 la catena di casinò Casino Arizona firmò un contratto di sponsorizzazione dello stadio, il quale assunse così la denominazione Casino Arizona Field.

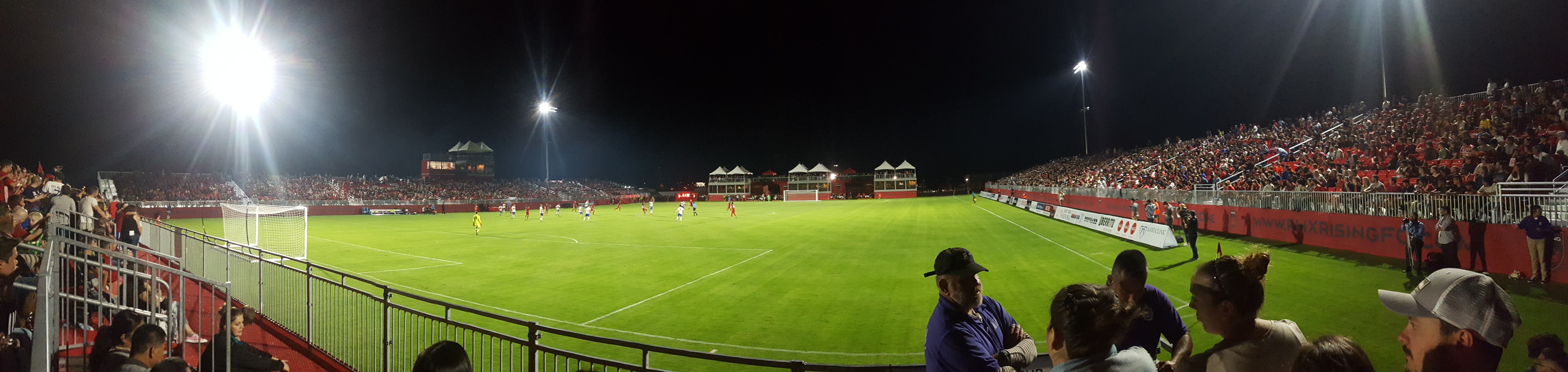
Panoramica della partita inaugurale giocata il 25 marzo 2017 contro il.

## Società

### Organigramma societario
- Didier Drogba - Presidente
- Kyle Eng - amministratore delegato
- Garry Valone - CCO
- Ron Gilmore - Direttore operativo
- Garrett Cleverly - Direttore delle relazioni con i media e dei media digitali
- James Martin - Direttore operativo (biglietti)
- Lucas Miller - Operatore economico
- Dawn Webley - Direttrice media associati
- Tommy Hurdle - Account Executive

### Sponsor
- 2014: Lotto
- 2015: Adidas
- 2016: Nike
- 2017 Adidas
- 2018-in corso: Macron

## Allenatori e presidenti
| Allenatori - 2014-2015: Michael Dellorusso - 2016-2017: Frank Yallop - 2017 : Rick Schantz - 2017-2018: Patrice Carteron - 2018-2022: Rick Schantz - 2023-: Juan Francisco Guerra | Presidenti - 2014-oggi Kyle Eng |

## Palmarès

### Competizioni nazionali
- USL Championship: 1

2023
- Commissioner's Cup: 1

2019

### Altri piazzamenti
- USL Championship:

Finalista: 2018, 2020

## Statistiche e record

### Partecipazione ai campionati
| Livello | Competizione     | Partecipazioni | Debutto | Ultima stagione |
| ------- | ---------------- | -------------- | ------- | --------------- |
| 2º      | USL              | 2              | 2017    | 2018            |
| 2º      | USL Championship | 5              | 2019    | 2023            |
| 3º      | USL Pro          | 1              | 2014    | 2014            |
| 3º      | USL              | 2              | 2015    | 2016            |

### Statistiche di squadra
Includendo la stagione 2021, il club ha preso parte a sette campionati nazionali, tutti nella USL Championship. Nella stagione 2019 la squadra, guidata da Rick Schantz, stabilì il record di vittorie consecutive di una società professionista in un campionato nazionale statunitense (20), nonché il record assoluto di punti in stagione regolare nella storia della USL Championship.